# Severní pól

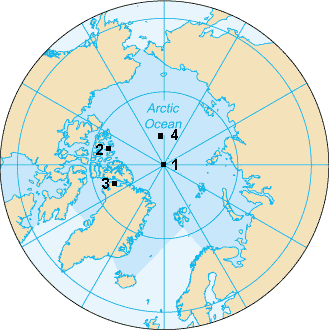
Severní polokoule - pól
(1) Severní pól
(2) Severní magnetický pól
(3) Severní geomagnetický pól
(4) Severní pól nedostupnosti

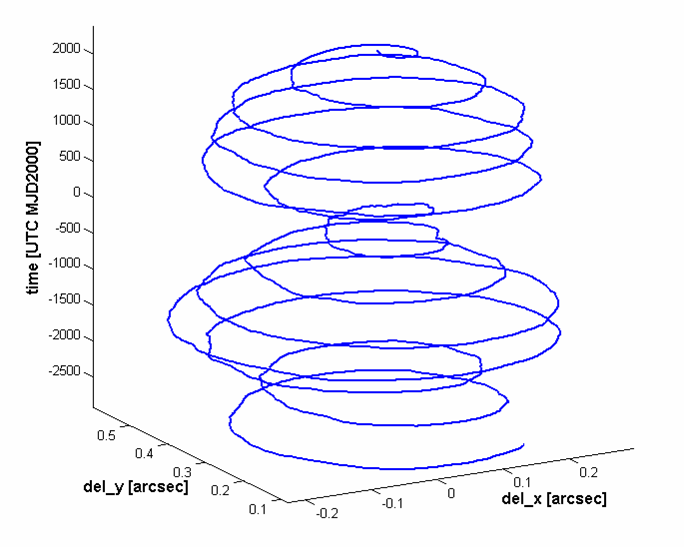
Pohyb úhlu zemské rotace vůči povrchu Země v závislosti na čase v MJD.

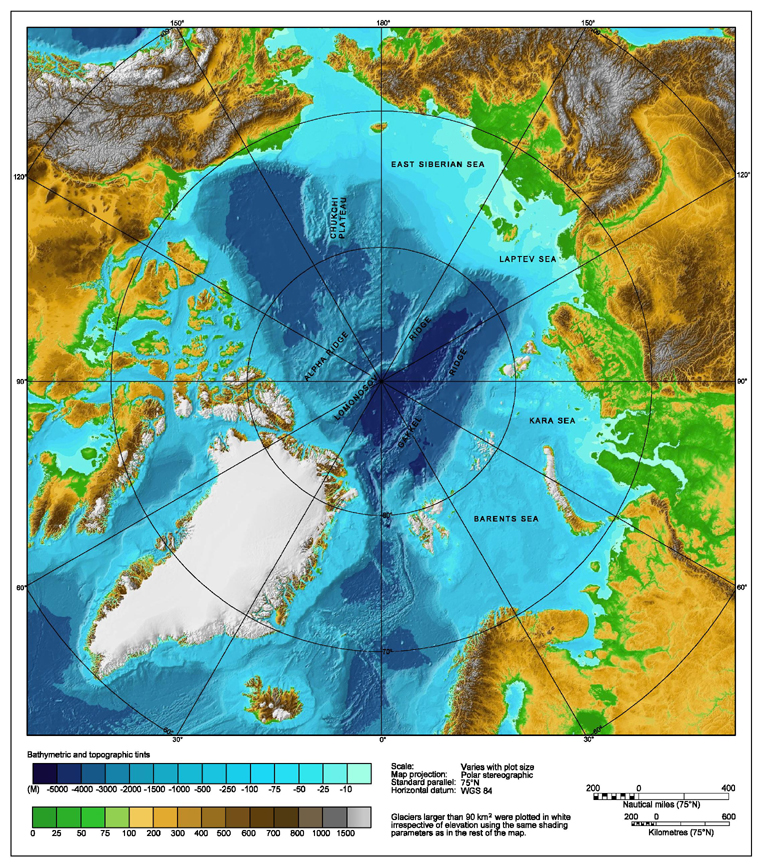
Topografie severního pólu

Severní pól, též severní točna, je místo na Zemi, kde zemská osa přibližně protíná zemský povrch. Severní pól se nachází přibližně uprostřed Severního ledového oceánu, přičemž oceánské dno se nachází asi 4,3 km hluboko. Území je trvale pokryté vrstvou mořského ledu o mocnosti kolem dvou až tří metrů.
Tato tloušťka je značně proměnlivá vlivem posuvu ledových ker, jejich zdvihu a poklesu, případně rozlomení a odkrytí vodní hladiny. Studie prokázaly, že průměrná tloušťka ledu se v posledních letech snížila. Mnozí to připisují vlivu globálního oteplování. Některé odhady uvádějí, že během několika desítek let bude Severní ledový oceán v letních měsících úplně bez ledu.
Geografický severní pól je situován na 90° zemské šířky a není totožný se severním pólem magnetickým. Geografický severní pól podle ECEF se ale mírně odlišuje od osy rotace Země, která se kolem něj spirálovitě pohybuje.

## Historie dobývání
První výprava na dobytí a prozkoumání severního pólu podniknutá roku 1871 byla vedena Charlesem Francisem Hallem pod patronací Američanů. Výprava nesla označení Polaris expedition (Polární expedice) a skončila katastrofou. Halle v důsledku otravy arsenikem zemřel a výprava se vrátila zpět, aniž by pólu dosáhla. Další expedice byla vedena Fridtjofem Nansenem a pokusila se k pólu dostat driftem na k tomu zkonstruované lodi Fram. Nansen se společníkem na saních v dubnu 1895 dosáhl 86° 14' severní šířky.
K severnímu pólu se na saních po ledu vypravili Frederick Cook (1908) a Robert Peary (1909). Renomované instituce Cookovy doklady dosažení pólu neshledaly za průkazné a tak byl pokládán za prvního pokořitele severního pólu Peary. Cook se vrátil o rok později než Peary, protože se vracel přes Kanadské arktické souostroví a přezimoval na ostrově Devon. Výzkumy v 80. a 90. letech 20. století ovšem Pearyho úspěch zpochybnily na základě jeho vlastního deníku, který uvolnila jeho rodina k prozkoumání.
Další cesty do oblasti severního pólu jsou spojeny s rozvojem letectví. V roce 1926 uskutečnil přelet přes pól v letounu Fokker F.VII Američan Richard Byrd, jeho dosažení pólu je však také zpochybňováno. První prokazatelné dosažení severního pólu tak je až přelet vzducholodi Norge o tři dny později, dne 12. května 1926. Expedici vedl norský polárník Roald Amundsen, italský konstruktér vzducholodí Umberto Nobile a americký průzkumník a sponzor výpravy Lincoln Ellsworth. 
Přes pól přelétla roku 1928 i vzducholoď Italia, na jejíž palubě byl i český vědec František Běhounek. Kvůli silnému větru se však nepodařilo zamýšlené vysazení pasažérů na led za účelem provedení vědeckých měření. Na zpáteční cestě vzducholoď ztroskotala, část posádky se zachránila na ledové kře, ostatní, kteří nestihli včas opustit vzducholoď, se už nepodařilo najít. Příběh popsal František Běhounek v knize Trosečníci polárního moře.
První věrohodně doložené pozemní dosažení severního pólu byla až výprava amerického dobrodruha Ralpha Plaisteda na sněžných skútrech v roce 1968. V roce 1969 dosáhl severního pólu Wally Herbert klasickým způsobem se saněmi taženými psy, byl však podporován leteckými dodávkami. V roce 1986 dosáhli pólu Will Steger a Paul Schurke, poprvé bez letecké podpory. Všechny tři výpravy byly jednosměrné - zahrnovaly pouze cestu k pólu. Teprve v roce 1995 uskutečnili Richard Weber a Michail Malachov výpravu k pólu a zpět bez podpory, tj. způsobem, který nárokoval Peary. 
V roce 1958 pod ledem severního pólu proplula první jaderná ponorka USS Nautilus amerického námořnictva a v roce 1977 k němu doplul sovětský ledoborec Arktika.
V srpnu 2007 ruská ponorka umístila na dno severního pólu titanovou schránku s ruskou vlajkou.

## Klima

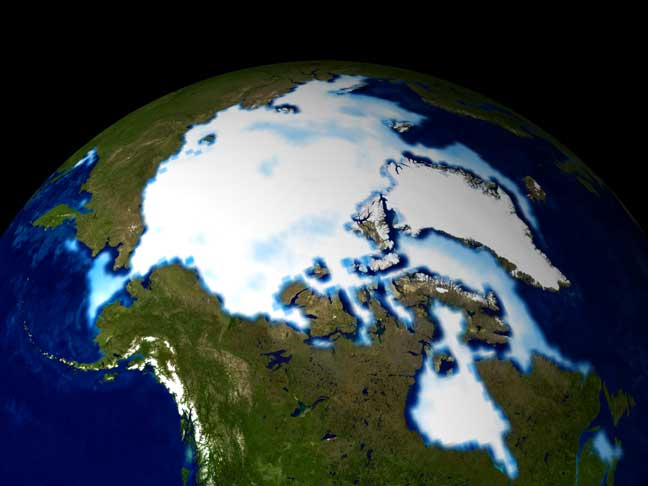
Zalednění v roce 1990

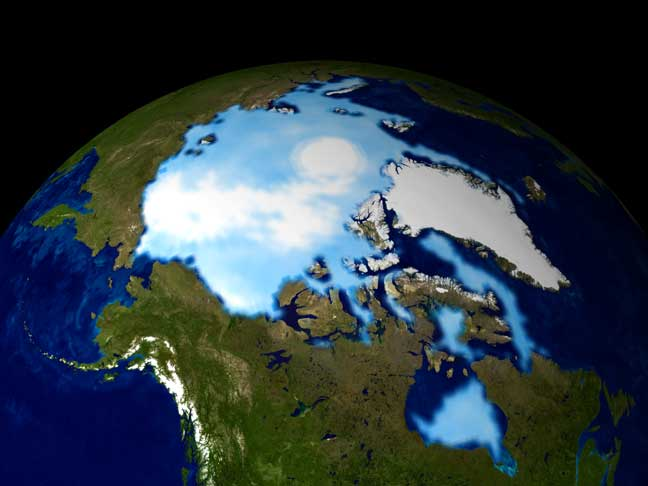
Zalednění v roce 1999

Severní pól je výrazně teplejší než jižní pól, protože se nachází na úrovni hladiny moře uprostřed severního oceánu (velké množství vody vytváří velkou tepelnou setrvačnost), než v případě, že by se povrch nacházel ve velké nadmořské výšce na kontinentu.
Zimní (lednové) teploty na severním pólu se pohybují v rozmezí od asi -43 °C (-45 °F) do -26 °C (-15 °F), v průměru -34 °C (-30 °F). Letní teploty (v červnu, červenci a srpnu), se pohybují kolem bodu mrazu (0 °C, 32 °F).

## Den, noc a soumrak na pólu
Vlivem naklonění osy Země k rovině oběžné dráhy (asi 23,5°) existuje v oblasti omezené polárním kruhem období roku, kdy je slunce celodenně nad obzorem, které nazýváme polární den, a období, kdy je slunce pod obzorem, nazývané polární noc. Doba jejich trvání závisí na vzdálenosti od pólu; na polárním kruhu nastává polární den a polární noc pouze při slunovratech, na pólu trvají zhruba půl roku. Na pólu není (úhlová) výška Slunce nad obzorem ovlivněna rotací Země, ale pouze úhlovou vzdáleností Slunce od rovníku, která se mění v rámci oběhu Země kolem Slunce. 
Východ slunce na severním pólu začíná přibližně dva dny před jarní rovnodenností (v roce 2022 to bylo 18. března), slunce pak během tří měsíců stoupá, až v době letního slunovratu (kolem 21. června) dosáhne nejvyššího bodu nad obzorem (23,5° elevace), následně slunce klesá k obzoru, až nakonec zapadne přibližně dva dny po podzimní rovnodennosti (v roce 2022 to bylo 25. září).
Vzhledem k vysoké zeměpisné šířce je soumrak výrazně delší oproti tomu, jak je znám ze zeměpisných šířek střední Evropy. Občanský soumrak začíná přibližně dva týdny před východem slunce, respektive končí dva týdny po západu slunce, námořní soumrak začíná přibližně pět týdnů před východem slunce, resp. končí pět týdnů po západu slunce a astronomický soumrak začíná přibližně sedm týdnů před východem slunce, resp. končí sedm týdnů po západu slunce. 
V roce 2022 trvala astronomická noc do 28. ledna, kdy začal astronomický soumrak, námořní soumrak začal 17. února a občanský soumrak 5. března. Východ slunce nastal 18. března, čímž začal polární den, který skončil západem slunce 25. září. Následoval občanský soumrak, který skončil 8. října, námořní soumrak skončil 24. října a astronomický soumrak skončil 13. listopadu, čímž začala astronomická noc. Den tedy na pólu trvá o něco déle než půl roku, astronomická noc naproti tomu asi dva a půl měsíce.

## Čas
Na většině míst na Zemi je místní čas určen podle zeměpisné délky tak, že denní doba je přibližně shodná a postavením slunce na obloze (v poledne je slunce přibližně na nejvyšším bodě své dráhy). Severní pól (ale i jižní) je výjimkou v tomto uspořádání ze dvou důvodů. Především se vzdálenosti zeměpisných délek a tedy šířky časových pásem limitně blíží nule. Kromě toho slunce zde vychází, dosahuje nejvyššího bodu své dráhy a zapadá pouze jednou za rok. Pro Severní pól proto není určeno pevné časové pásmo a expedice může použít čas GMT nebo národní čas země, odkud expedice pochází.
Vzhledem k tomu, že se šířka časových pásem na pólu limitně blíží nule, je oblíbenou kratochvílí na severním pólu procházení všech časových pásem.

## Teritorium severního pólu

Teritorium severního pólu

Podle mezinárodního práva žádná země v současné době nemá nárok na vlastnictví severního pólu nebo oblasti Severního ledového oceánu, který jej obklopuje. Pět zemí v okolí Arktidy, Rusko, Kanada, Norsko, Dánsko (přes Grónsko) a Spojené státy (přes Aljašku), jsou omezeny vzdáleností 200 námořních mil (370 km) od svého pobřeží, kterou si mohou nárokovat jako oblast svého vlivu a nároků. Za touto hranicí je prostor, který je spravován Mezinárodním úřadem pro mořské dno.
Při ratifikaci Úmluvy OSN o mořském právu se jednotlivé země zavázaly dodržovat toto ujednání. Norsko (ratifikovalo Úmluvu v roce 1996), Rusko (ratifikovalo v roce 1997), Kanada (ratifikovala v roce 2003) a Dánsko (ratifikovalo v roce 2004). Z toho vyplývá, že státy před zahájením aktivit v této oblasti musí doložit, že oblast zájmu spadá výlučně pod jejich svrchované území. Oblast kolem pólu je předpokládaným zdrojem surovin a některé státy (jmenovitě Rusko, Dánsko a Kanada) se snaží např. pomocí sedimentů z mořského dna dokázat, že tyto geograficky patří k jejich území.

## Výpravy na pól
přehled výprav a expedic k severnímu pólu, dosažení pólu plavidly je uvedeno samostatně
| den          | rok  | dosažený bod                        | výprava (expedice)                                                | způsob                                              |
| ------------ | ---- | ----------------------------------- | ----------------------------------------------------------------- | --------------------------------------------------- |
| 14. srpen    | 1553 | 72,00° N od Nové Země               | Sir Hugh Willoughby (Anglie) se společníky                        | lodě Bona Esperanza a Bona Confidentia              |
| červenec     | 1587 | 72,20° N od Grónska                 | John Davis (Anglie) se společníky                                 | lodě Elisabeth, Ellen a Sunshine                    |
| červenec     | 1594 | 77,00° N od Nové Země               | Williem Barentz (Nizozemí)                                        | lodní výprava                                       |
| 17. červen   | 1596 | 80,18° N ze Špicberků               | Jacob van Heemskerck (Nizozemí)                                   | lodní výprava                                       |
| 16. červenec | 1607 | 80,38° N ze Špicberků               | Henry Hudson (Británie)                                           | na lodi Hopewell                                    |
| 16. červenec | 1766 | 80,47° N ze Špicberků               | Vasilij Čičagov (Rusko)                                           | na lodích Čičagov, Panov a Babajev                  |
| 27. červenec | 1773 | 80,80° N ze Špicberků               | Constantine Phipps (Británie)                                     | na lodích Racehorce a Carcass                       |
|              | 1806 | 81,50° N ze Špicberků               | William Scoresby (Británie)                                       | loď Resolution                                      |
| 25. červenec | 1827 | 82,75° N ze Špicberků               | William Scoresby (Británie)                                       | na saních z lodi Hecla                              |
| 12. květen   | 1876 | 83,37° N z ostrova Ellesmere        | Albert Markham (Británie)                                         | na saních                                           |
|              | 1882 | 83,40° N z ostrova Ellesmere        | James Lockwood (Spojené státy)                                    | psí spřežení                                        |
| 8. duben     | 1895 | 86,22° N                            | Fridtjof Nansen a Hjalmar Johansen (Norsko)                       | psí spřežení, z lodi Fram                           |
| 24. duben    | 1900 | 86,57° N od Země Františka Josefa   | Umberto Cagni (Itálie)                                            | psí spřežení (nepotvrzeno)                          |
| 21. duben    | 1908 | 90,00° N (zpochybněno)              | Frederick Cook (Spojené státy)                                    | na saních (pouze domnělá pozice)                    |
| 31. březen   | 1909 | 87,75° N z ostrova Ellesmere        | Robert Edwin Peary (Spojené státy)                                | psí spřežení                                        |
|              |      | 88,00° N                            | Robert Edwin Peary a 5 členů výpravy                              | oficiálně přiznané prvenství i přes spornou polohu  |
| 6. duben     | 1909 | 90,00° N (zpochybněno)              | Robert Edwin Peary                                                | na saních                                           |
| 21. duben    | 1925 | 87,83° N ze Špicberků               | Roald Amundsen (Norsko) a Lincoln Ellsworth (Spojené státy)       | 2 letadla, ztroskotání při přistání                 |
| 9. květen    | 1926 | 90,00° N (zpochybněno) ze Špicberků | Richard Byrd (Spojené státy) s posádkou                           | letecky                                             |
| 12. květen   | 1926 | 90,00° N                            | Roald Amundsen (Norsko), Lincoln Ellsworth (Spojené státy)        | vzducholoď Norge, přelet Svalbard-Aljaška           |
| 21. květen   | 1937 | 89,43° N od Země Františka Josefa   | Ivan Papanin (Sovětský svaz)                                      | letecky, přistání, založení první arktické stanice  |
| 23. duben    | 1948 | 90,00° N                            | Alexandr Kuzněcov (Sovětský svaz) a 23 dalších                    | letecky, přistání, pěšky k pólu                     |
| 9. květen    | 1949 | 90,00° N                            | Vitalij Volovič (Sovětský svaz)                                   | letecky, seskok padákem                             |
| 3. květen    | 1952 | 90,00° N                            | Joseph O. Fletcher a William P. Benedict, piloti USAF             | letecky Douglas C-47 Skytrain, přistání             |
| 19. duben    | 1968 | 90,00° N                            | Ralph Plaisted (Spojené státy) a 3 další                          | sněžné skútry, návrat letecky                       |
| 6. duben     | 1969 | 90,00° N                            | Wally Herbert (Británie) a 3 další                                | psí spřežení při přejezdu na trase Aljaška–Svalbard |
| 1. květen    | 1978 | 90,00° N                            | Noami Uemura (Japonsko)                                           | sólové dobytí pólu                                  |
| 10. květen   | 1993 | 90,00° N                            | Miroslav Jakeš (Česko) s expedicí Malachov-Weber North Pole Light | první Čech na pólu                                  |
| 25. duben    | 1996 | 90,00° N                            | Miroslav Jakeš, Oldřich Bubák, Vilém Rudolf                       | první česká polární expedice                        |

## Plavidla na severním pólu
Přepis názvu lodě a jména kapitána podle anglického zápisu.
| Poř. | Loď[12]                 | Kapitán                  | Datum        | Rok  | Stát              | Palivo | Poznámka |
|      | (pořadí návštěvy)       | (pořadí návštěvy)        |              |      | (pořadí návštěvy) |        |          |
| -    | USS Nautilus (ponorka)  |                          | 3. srpen     | 1958 | Spojené státy     | uran   |          |
| 1    | Arktika (1)             | Jurij Kučijev (1)        | 17. srpen    | 1977 | Sovětský svaz (1) | uran   |          |
| 2    | Sibir (1)               | Zigfrid Vibach (1)       | 25. květen   | 1987 | Sovětský svaz (2) | uran   |          |
| 3    | Rossija (3)             | Anatolij Lamehov (1)     | 8. srpen     | 1990 | Sovětský svaz (3) | uran   | A        |
| 4    | Sovětskij Sojuz (1)     | Anatolij Gorškovskij (1) | 4. srpen     | 1991 | Sovětský svaz (4) | uran   | A, B     |
| 5    | Oden (1)                | Anders Backman (1)       | 7. září      | 1991 | Švédsko (1)       | nafta  |          |
| 6    | Polarstern (1)          | Ernst-Peter Greve (1)    | 7. září      | 1991 | Německo (1)       | nafta  |          |
| 7    | Sovětskij Sojuz(2)      | Anatolij Gorškovskij (2) | 13. červenec | 1992 | Rusko (5)         | uran   | A        |
| 8    | Sovětskij Sojuz(3)      | Anatolij Gorškovskij (3) | 23. srpen    | 1992 | Rusko (6)         | uran   | A        |
| 9    | Jamal (1)               | Andrej Smirnov (1)       | 21. červenec | 1993 | Rusko (7)         | uran   | A        |
| 10   | Jamal (2)               | Andrej Smirnov (2)       | 8. srpen     | 1993 | Rusko (8)         | uran   | A        |
| 11   | Jamal (3)               | Andrej Smirnov (3)       | 30. srpen    | 1993 | Rusko (9)         | uran   | A        |
| 12   | Jamal (4)               | Andrej Smirnov (4)       | 21. červenec | 1994 | Rusko (10)        | uran   | A        |
| 13   | Kapitan Dranicyn (1)    | Viktor Terechov (1)      | 21. červenec | 1994 | Rusko (11)        | nafta  | A        |
| 14   | Jamal (5)               | Andrej Smirnov (5)       | 5. srpen     | 1994 | Rusko (12)        | uran   | A        |
| 15   | Jamal (6)               | Andrej Smirnov (6)       | 21. srpen    | 1994 | Rusko (13)        | uran   | A        |
| 16   | Louis S. St Laurent (1) | Philip Grandy (1)        | 22. srpen    | 1994 | Kanada (1)        | nafta  | B        |
| 17   | Polar Sea (1)           | Lawson Brigham (1)       | 22. srpen    | 1994 | Spojené státy (1) | nafta  | B        |
| 18   | Jamal (7)               | Andrej Smirnov (7)       | 12. červenec | 1995 | Rusko (14)        | uran   | A        |
| 19   | Jamal (8)               | Andrej Smirnov (8)       | 28. červenec | 1995 | Rusko (15)        | uran   | A        |
| 20   | Jamal (9)               | Andrej Smirnov (9)       | 12. červenec | 1996 | Rusko (16)        | uran   | A        |
| 21   | Jamal (10)              | Andrej Smirnov (10)      | 27. červenec | 1996 | Rusko (17)        | uran   | A, B     |
| 22   | Jamal (11)              | Andrej Smirnov (11)      | 14. srpen    | 1996 | Rusko (18)        | uran   | A, B     |
| 23   | Oden (2)                | Anders Backman (2)       | 10. září     | 1996 | Švédsko (2)       | nafta  |          |
| 24   | Sovětskij Sojuz(4)      | Stanislav Shmidt (1)     | 12. červenec | 1997 | Rusko (19)        | uran   | A        |
| 25   | Sovětskij Sojuz(5)      | Stanislav Shmidt (2)     | 25. červenec | 1997 | Rusko (20)        | uran   | A        |
| 26   | Sovětskij Sojuz(6)      | Jevgenij Bannikov (1)    | 10. červenec | 1998 | Rusko (21)        | uran   | A        |
| 27   | Sovětskij Sojuz(7)      | Jevgenij Bannikov (2)    | 23. červenec | 1998 | Rusko (22)        | uran   | A        |
| 28   | Jamal (12)              | Stanislav Rumancev (1)   | 25. červenec | 1999 | Rusko (23)        | uran   | A        |
| 29   | Jamal (13)              | Alexandr Lembrik (1)     | 29. červenec | 2000 | Rusko (24)        | uran   | A        |
| 30   | Jamal (14)              | Alexandr Lembrik (2)     | 11. srpen    | 2000 | Rusko (25)        | uran   | A        |
| 31   | Jamal (15)              | Alexandr Lembrik (3)     | 12. červenec | 2001 | Rusko (26)        | uran   | A        |
| 32   | Jamal (16)              | Alexandr Lembrik (4)     | 24. červenec | 2001 | Rusko (27)        | uran   | A        |
| 33   | Oden (3)                | Mats Johansen (1)        | 31. červenec | 2001 | Švédsko (3)       | nafta  |          |
| 34   | Jamal (17)              | Alexandr Lembrik (5)     | 5. srpen     | 2001 | Rusko (28)        | uran   | A        |
| 35   | Jamal (18)              | Alexandr Lembrik (6)     | 23. srpen    | 2001 | Rusko (29)        | uran   | A        |
| 36   | Healy (1)               | David Vizneski (1)       | 6. září      | 2001 | Spojené státy (2) | nafta  |          |
| 37   | Polarstern (2)          | Jurgen Keil (1)          | 6. září      | 2001 | Německo (2)       | nafta  |          |
| 38   | Jamal (19)              | Alexandr Lembrik (7)     | 11. červenec | 2002 | Rusko (30)        | uran   | A        |
| 39   | Jamal (20)              | Alexandr Lembrik (8)     | 27. červenec | 2002 | Rusko (31)        | uran   | A        |
| 40   | Jamal (21)              | Alexandr Lembrik (9)     | 12. srpen    | 2002 | Rusko (32)        | uran   | A        |
| 41   | Jamal (22)              | Alexandr Lembrik (10)    | 25. srpen    | 2002 | Rusko (33)        | uran   | A        |
| 42   | Jamal (23)              | Stanislav Rumancev (2)   | 25. červenec | 2003 | Rusko (34)        | uran   | A        |
| 43   | Jamal (24)              | Stanislav Rumancev (3)   | 10. srpen    | 2003 | Rusko (35)        | uran   | A        |
| 44   | Jamal (25)              | Stanislav Rumancev (4)   | 24. srpen    | 2003 | Rusko (36)        | uran   | A        |
| 45   | Jamal (26)              | Alexandr Lembrik (11)    | 8. červenec  | 2004 | Rusko (37)        | uran   | A        |
| 46   | Jamal (27)              | Alexandr Lembrik (12)    | 21. červenec | 2004 | Rusko (38)        | uran   | A        |
| 47   | Jamal (28)              | Alexandr Lembrik (13)    | 7. srpen     | 2004 | Rusko (39)        | uran   | A        |
| 48   | Jamal (29)              | Alexandr Lembrik (14)    | 28. srpen    | 2004 | Rusko (40)        | uran   | A        |
| 49   | Sovětskij Sojuz (8)     | Stanislav Shmidth (3)    | 7. září      | 2004 | Rusko (41)        | uran   |          |
| 50   | Oden (4)                | Tomas Årnellon (1)       | 7. září      | 2004 | Švédsko (4)       | nafta  |          |
| 51   | Vidar Viking (1)        | Jörgen Haave (1)         | 7. září      | 2004 | Norsko (1)        | nafta  |          |
| 52   | Jamal (30)              | Alexandr Lembrik (15)    | 11. září     | 2004 | Rusko (42)        | uran   | A        |
| 53   | Jamal (31)              | Stanislav Rumancev (5)   | 7. červenec  | 2005 | Rusko (43)        | uran   | A        |
| 54   | Jamal (32)              | Stanislav Rumancev (6)   | 20. červenec | 2005 | Rusko (40)        | uran   | A        |
| 55   | Jamal (33)              | Stanislav Rumancev (7)   | 7. srpen     | 2005 | Rusko (45)        | uran   | A        |
| 56   | Jamal (34)              | Stanislav Rumancev (8)   | 19. srpen    | 2005 | Rusko (46)        | uran   | A        |
| 57   | Akademik Fjodorov (1)   | Michail Kalošin (1)      | 29. srpen    | 2005 | Rusko (47)        | nafta  | C        |
| 58   | Arktika (2)             | Dmitrij Lobusov (1)      | 1. září      | 2005 | Rusko (48)        | uran   |          |
| 59   | Jamal (35)              | Stanislav Rumancev (9)   | 1. září      | 2005 | Rusko (49)        | uran   | A        |
| 60   | Healy (2)               | Daniel Oliver (1)        | 12. září     | 2005 | Spojené státy (3) | nafta  | B        |
| 61   | Oden (5)                | Tomas Årnellon (2)       | 12. září     | 2005 | Švédsko (5)       | nafta  | B        |
| 62   | Jamal(36)               | Alexandr Lembrik (16)    | 8. července  | 2006 | Rusko (50)        | uran   | A        |
| 63   | Jamal (37)              | Alexandr Lembrik (17)    | 19. července | 2006 | Rusko (51)        | uran   | A        |
| 64   | Jamal (38)              | Alexandr Lembrik (18)    | 7. srpen     | 2006 | Rusko (52)        | uran   | A        |
| 65   | Jamal (39)              | Alexandr Lembrik (19)    | 18. srpen    | 2006 | Rusko (53)        | uran   | A        |
| 66   | Jamal (40)              | Stanislav Rumancev (10)  | 2. červenec  | 2007 | Rusko (54)        | uran   | A        |
| 67   | Jamal (41)              | Stanislav Rumancev (11)  | 14. červenec | 2007 | Rusko (55)        | uran   | A        |
| 68   | Jamal (42)              | Stanislav Rumancev (12)  | 27. červenec | 2007 | Rusko (56)        | uran   | A        |
| 69   | Rossija (2)             | Alexandr Spirin (1)      | 1. srpen     | 2007 | Rusko (57)        | uran   |          |
| 70   | Akademik Fjodorov (2)   | Michail Kalošin (2)      | 1. srpen     | 2007 | Rusko (58)        | nafta  | C        |
| 71   | Jamal (43)              | Stanislav Rumancev (13)  | 11. srpen    | 2007 | Rusko (59)        | uran   | A        |
| 72   | Jamal (44)              | Stanislav Rumancev (14)  | 23. srpen    | 2007 | Rusko (60)        | uran   | A        |
| 73   | 50 let Pobědy (1)       | Valentin Davydjanc (1)   | 29. června   | 2008 | Rusko (61)        | uran   | A        |
| 74   | 50 let Pobědy (2)       | Valentin Davydjanc (2)   | 12. červenec | 2008 | Rusko (62)        | uran   | A        |
| 75   | 50 let Pobědy (3)       | Valentin Davydjanc (3)   | 25. červenec | 2008 | Rusko (63)        | uran   | A        |
| 76   | Jamal (45)              | Alexandr Lembrik (20)    | 28. červenec | 2008 | Rusko (64)        | uran   | A        |
| 77   | Jamal (46)              | Alexandr Lembrik (21)    | 8. srpen     | 2008 | Rusko (65)        | uran   | A        |
| 78   | 50 let Pobědy (4)       | Dmitrij Lobusov (2)      | 15. červenec | 2009 | Rusko (66)        | uran   | A        |
Vysvětlivky k poznámkám:
(x): číslice udává počet dosažení pólu
 A: vědecká expedice s pasažéry
 B: vědecká expedice na cestě z Atlantského oceánu do Tichého oceánu nebo zpět přes Severní pól
 C: není ledoborec, pouze zesílená odolnost proti ledu a krám

## Mytologie
V některých západních kulturách se k zeměpisnému severnímu pólu vztahuje bydliště Santa Clause. Kanadská pošta má přiděleno PSČ H0H 0H0 pro severní pól (podle tradičního santovského "Ho-ho-ho !").
Mytologie odráží prastarou esoterickou mytologii Hyperborea, že severní pól je nadpozemský příbytek Boží a nadlidských bytosti (viz Joscelyn Godwin, Arktos: Polární mýtus). Postava Santa Clause funguje tedy jako esoterický archetyp duchovní čistoty a transcendence. Jak zdokumentoval Henry Corbin, severní pól hraje klíčovou roli v kulturním světonázoru esoterického Súfismu a íránského mysticismu.